# Heart-Shaped Glasses (When the Heart Guides the Hand)
Heart-Shaped Glasses (When the Heart Guides the Hand) är en låt, och den första singeln från den amerikanska rockmusikern Marilyn Mansons skiva Eat Me, Drink Me. Singeln släpptes den 5 juni 2007.
Låten är 5 minuter och 6 sekunder lång, och släpptes av skivbolaget Interscope Records.

## Låtlista
CD-singel
1. "Heart-Shaped Glasses (When the Heart Guides the Hand)" — 5:07
2. "Putting Holes in Happiness" (Acoustic Version) — 4:10
3. "Heart-Shaped Glasses (When the Heart Guides the Hand)" (Penetrate the Canvas Remix) — 4:50
4. "Heart-Shaped Glasses (When the Heart Guides the Hand)" (Video) — 7:26

UK CD-singel
1. "Heart-Shaped Glasses (When the Heart Guides the Hand)" — 5:08
2. "Putting Holes in Happiness" (Acoustic Version) — 4:10

UK 7" vinylsingel
1. "Heart-Shaped Glasses (When the Heart Guides the Hand)" — 5:08
2. "Heart-Shaped Glasses (When the Heart Guides the Hand)" (Penetrate the Canvas Remix) — 4:48

Promotionsingel
1. "Heart-Shaped Glasses (When the Heart Guides the Hand)" (Radio Edit) — 3:32
2. "Heart-Shaped Glasses (When the Heart Guides the Hand)" (Album Version) — 5:06

Hot Topic Exclusive CD-singel
1. "Heart-Shaped Glasses (When the Heart Guides the Hand)" — 5:06
2. "You and Me and the Devil Makes 3" — 4:24